# Пилюк Олег Миколайович
Олег Миколайович Пилюк (1993—2022) — старший сержант Збройних Сил України, учасник російсько-української війни, що загинув у ході російського вторгнення в Україну в 2022 році.

## Життєпис
Олег Пилюк народився 4 червня 1993 року в місті Червонограді на Львіщині, де й проживав після закінчення загальноосвітньої школи.В 18 років був призваний на строкову службу в 80 аеромобільну бригаду.Після закінчення служби підписав контракт.З 2014 року боронив Україну від російських окупантів.Брав участь в боях Луганської області.
З жовтня 2018 року працював на шахті «Межирічанська» ДП «Львіввугілля» машиністом гірничовиймальних машин ДПР №1. Служив за контрактом у лавах ЗСУ з вересня 2021 року. Був учасником бойових дій. З початком повномасштабного російського вторгнення в Україну перебував на передовій. Військову службу проходив у складі 24-тої окремої механізованої бригади імені короля Данила. Загинув 20 березня 2022 року біля міста Попасної Луганської області.

## Родина
У загиблого залишився дідо,який його виховував,маленький син (нар. 2017).

## Нагороди
- Орден «За мужність» III ступеня (2022, посмертно) — за особисту мужність і самовіддані дії, виявлені у захисті державного суверенітету та територіальної цілісності України, вірність військовій присязі[5].